# Rhesala malgassica
Rhesala malgassica är en fjärilsart som beskrevs av Lucas Friedrich Julius Dominikus von Heyden 1891. Rhesala malgassica ingår i släktet Rhesala och familjen nattflyn. Inga underarter finns listade.